# Bathothauma lyromma
Bathothauma lyromma är en bläckfiskart som beskrevs av Chun 1906. Bathothauma lyromma ingår i släktet Bathothauma och familjen Cranchiidae. Inga underarter finns listade i Catalogue of Life.